# Raincheval
Raincheval település Franciaországban, Somme megyében. Lakosainak száma 262 fő (2022. január 1.). Raincheval Arquèves, Beauquesne, Marieux, Puchevillers és Toutencourt községekkel határos.

## Népesség
A település népessége az elmúlt években az alábbi módon változott:
| Lakosok száma | 285  | 285  | 293  | 282  | 276  | 271  | 271  | 266  | 262  |
|               | 2013 | 2015 | 2016 | 2017 | 2018 | 2019 | 2020 | 2021 | 2022 |